# Notothylites
Notothylites, monotipski fosilni biljni rod s Deccana u Indiji. Pripada diviziji antrocerota.
Jedina vrsta je Notothylites nirulai.